# Stazione di Julius-Leber-Brücke
La stazione di Julius-Leber-Brücke è una fermata ferroviaria di Berlino, sita nel quartiere di Schöneberg.

## Movimento
La stazione è servita dalla linea S 1 della S-Bahn.

## Interscambi
- Fermata autobus